# Araricá (ort)
Araricá är en ort i Brasilien.   Den ligger i kommunen Araricá och delstaten Rio Grande do Sul, i den södra delen av landet, 1 600 km söder om huvudstaden Brasília. Araricá ligger 47 meter över havet och antalet invånare är 4 781.
Terrängen runt Araricá är kuperad norrut, men söderut är den platt. Runt Araricá är det tätbefolkat, med 762 invånare per kvadratkilometer.. Närmaste större samhälle är Sapiranga, 8,4 km väster om Araricá.
I omgivningarna runt Araricá växer huvudsakligen savannskog.